# Bouzemont
Bouzemont település Franciaországban, Vosges megyében. Lakosainak száma 47 fő (2022. január 1.). Bouzemont Madonne-et-Lamerey, Racécourt, Bazegney, Derbamont és Dompaire községekkel határos.

## Népesség
A település népességének változása:
| Lakosok száma | 57   | 52   | 53   | 52   | 52   | 52   | 52   | 49   | 47   |
|               | 2013 | 2015 | 2016 | 2017 | 2018 | 2019 | 2020 | 2021 | 2022 |